# Lifehack
Lifehacks [laifhæks] (englisch für ‚Lebenskniffe‘) ist ein das Alltagsleben erleichterndes Vorgehen, das oft auf einem kreativen Lösungsansatz beruht. Die als Lifehacks bezeichneten kleinen Tricks und Kniffe zielen darauf ab, Effektivität, Produktivität und/oder Wirtschaftlichkeit durch eine in der Regel ungewöhnliche Herangehensweise zu steigern.

## Erscheinungsformen
Häufig geht es darum, Dinge kreativ und vollkommen anders zu verwenden als ursprünglich vorgesehen. Als Beispiel kann eine Foldback-Klammer als Kabelhalter dienen. Ursprünglich wurde diese Klammer dafür konstruiert, Dokumente zusammenzuhalten. Dank der speziellen Form des Klemmhebels lassen sich beispielsweise Computer-Peripheriekabel für USB, Audio oder Monitor mit dem Hebel umschließen. Der Hebel dient jetzt als Kabelführung, wobei die Klammer dazu benutzt wird, diese Konstruktion an einer Tischplatte zu befestigen. Zweck dieses Lifehacks ist es, zu verhindern, dass lose Kabel hinter den Tisch fallen. Weitere Beispiele für Hacks dieser Art sind eine Vorrichtung zur Reichweitenverstärkung einer WLAN-Antenne aus Schaumstoffverpackungsresten und Draht, die Nutzung digitaler Bilderrahmen als Bildschirm für Steuerungscomputer oder als animiertes Türschild und Makrofotografie durch die Kollimatorlinse eines DVD-Laufwerks.
Darüber hinaus zählen auch Verfahren zu den Lifehacks, die ohne eine Zweckentfremdung auskommen und dazu dienen, Strategien oder Tätigkeiten des Lebens effizienter zu gestalten. Dazu gehört beispielsweise ein Verfahren, das dank einer speziellen Wickeltechnik dabei hift, einen Kabelsalat bei Kopfhörern zu vermeiden.
Ebenso gehört die Ausnutzung von Sicherheitslücken im Alltagsleben dazu. So hat beispielsweise der Australier Chris Rock auf der Hackerkonferenz DEFCON 2015 in Las Vegas Lifehacks präsentiert, die es dank solcher Lücken ermöglichen sollen, Menschen übers Internet offiziell für tot zu erklären oder Geburtsurkunden für nicht existierende Babys zu beantragen.

## Wortherkunft und Popularisierung
Die Zusammenführung der Worte Leben (englisch life) und Hack zu Lifehack wurde im Jahr 2004 während der O’Reilly Emerging Technology Conference in San Diego, Kalifornien, durch den britischen Technologiejournalisten Danny O’Brien vorgeschlagen und bekannt gemacht. Nach der Präsentation seines Vortrags „Technische Geheimnisse überproduktiver Alpha-Geeks“ wurde das Wort im Internet weit verbreitet und bereits ein Jahr später von der American Dialect Society zum zweitnützlichsten Wort des Jahres 2005 gekürt (hinter Podcast). Dort und (seit Juni 2011) im Oxford-Wörterbuch wird ein Lifehack beschrieben als etwas, was alltägliche Strategien oder Tätigkeiten effizienter macht. Das ist ungewöhnlich für einen Hack, da er vom Wesen her effektiv, aber nicht zwangsläufig auch effizient ist. Tatsächlich trifft das auch hier zu: Bestehend aus einem Smartphone und einer Lupe, verbaut in einem Schuhkarton, ist beispielsweise ein als Lifehack ausgewiesener Videoprojektor nicht pauschal effizient, solange es Projektoren gibt, die billiger sind als das dort gezeigte Smartphone und die Lupe und die zudem ohne Bastelarbeit auskommen. Dieser Lifehack zeigt vielmehr weitere Grenzen des Machbaren auf, was wiederum typisch für einen Hack ist.
Eine mögliche Übersetzung ins Deutsche ist ‚Lebenskniffe‘.
Auf YouTube bilden Lifehacks eine eigene Klasse von Videos mit Tipps, die den Alltag erleichtern. Seit 2014 werden in der deutschen Fernsehsendung Galileo auf Pro7 regelmäßig Lifehacks – Clevere Tricks – vorgestellt.

## Begriffliche Sonderformen
Als Legal Hacking wird eine „Form des strategischen Umgangs mit Recht“ bezeichnet, bei dem Laien wie Juristen ungewöhnliche Rechtskonstrukte nutzen, um anderweitig nicht umsetzbare Wirtschaftsformen oder privatrechtliche Beziehungen zu konstituieren. Derartig „Organisationen [zu] hacken“ ist damit oftmals ein Gruppenprozess zur Erweiterung oder dem Ersatz geltender Rechtsnormen.

## Abgrenzung zu Live-Hack
Live-Hack, selten auch Livehack (zusammengesetzt aus englisch live ‚lebend‘, ‚unverzögert‘ und hack), ist von der Schreibweise und Aussprache her dem hier behandelten Wort Lifehack sehr ähnlich. In der Bedeutung unterscheiden sich die Worte jedoch. Ein Live-Hack kommt der Bedeutung Echtzeit gleich, im Sinne einer Liveübertragung oder Direktvorführung eines Hacks.